# Elkville
Elkville är en ort (village) i Jackson County i Illinois. Vid 2010 års folkräkning hade Elkville 928 invånare.